# Yom-Tob Athias
Yom-Tob ben Levi Athias, ook bekend als Jerónimo de Vargas, was een Spaanse typograaf. Hij behoorde tot de Sefardische Joden, die in Spanje gedwongen waren zich te bekeren tot het christendom op straffe van uitzetting, maar in het geheim hun joodse godsdienst nog uitoefenden. Hij vertrok naar Ferrara, waar hij zich vestigde in 1552. Hij zette daar een drukkerij op samen met de Portugese publicist Abraham Usque. Samen werkten ze aan de Ferrara Bijbel, een vertaling van de Tenach in het Ladino. Deze kwam uit te Ferrara in 1553 en werd in de 17e eeuw meerdere malen herdrukt in Amsterdam.